# الدوري اليمني 1991–92
دوري الدرجة الأولى اليمني لكرة القدم 1991–92 هي النسخة الثانية من أعلى مسابقات دوري كرة القدم في اليمن.
بدأت البطولة من نوفمبر 1991 إلى سبتمبر 1992 بمشاركة ستة عشر فريق. حقق أهلي صنعاء لقب البطولة ولكنه لم يتأهل للمشاركة في أي بطولة قارية.

## ترتيب الأوائل
- أهلي صنعاء 44 نقطة.
- التلال 41 نقطة.
- الشعلة عدن 35 نقطة.

## البطولات القارية

### بطولة آسيا للأندية أبطال الدوري
شارك التلال في بطولة آسيا للأندية أبطال الدوري 1991-1992. في الدور الأول تغلب التلال على الرفاع الغربي البحريني بركلات الجزاء الترجيحية بعد التعادل في مجموع المباراتين 1-1. في الدور الثاني خسر من الاستقلال الإيراني 0-5 في مجموع المباراتين.

### بطولة آسيا للأندية أبطال الكؤوس
شارك أهلي صنعاء في بطولة آسيا للأندية أبطال الكؤوس 1991-1992. القرعة جعلت أهلي صنعاء يتأهل تلقائيا إلى الدور الثاني من منطقة غرب آسيا حيث خسر من النصر السعودي 0-2 في مجموع المباراتين.

## وصلات خارجية
- الاتحاد الدولي لإحصائيات كرة القدم